# Hunjiang
Hunjiang léase Jun-Chiáng (en chino:浑江区, pinyin:Húnjiāng qū, lit:río Hun) es un distrito urbano bajo la administración directa de la ciudad-prefectura de Baishan. Se ubica al norte de la provincia de Jilin , noreste de la República Popular China . Su área es de 1380 km² y su población total para 2010 fue +300 mil habitantes. Se conoció como Badaojiang (八道江) hasta el 22 de febrero de 2010, cuando el Consejo de Estado de la República aprobó el cambio de nombre. 

## Administración
El distrito de Hunjiang se divide en 12 pueblos que se administran en 8 subdistritos y 4 poblados.